# Pauline Lett
Pour les articles homonymes, voir Lett.
Pauline Lett (née le 8 octobre 1991 à Sarreguemines) est une athlète française, spécialiste des épreuves de haies.

## Biographie
Elle est sacrée championne de France du 100 mètres haies en 2017 à Marseille et en 2024 à Angers.

## Palmarès

### National
- Championnats de France "Elite" :
  - Vainqueur du 100 m haies en 2024[2]

- Championnats de France d'athlétisme :
  - Vainqueur du 100 m haies en 2017
- Championnats de France d'athlétisme en salle
  - Deuxième du 60 m haies en 2019
  - Troisième du saut en longueur en 2014

### International
- Jeux de la Francophonie :
  - Deuxième du 100 m haies en 2017